# 五丈原

五丈原（赤色の台地）

五丈原（ごじょうげん）とは、陝西省宝鶏市岐山県南部の、渭水南岸にある秦嶺山脈から突き出した台地に広がる原野である。最も幅が狭い所が五丈(約10m)しかないことが語源であるという。

## 概要
蜀の諸葛亮はここに陣を敷き、魏の司馬懿と持久戦を繰り広げた。戦いの最中、諸葛亮が病によりこの地で没したことは有名。この時に開墾されたと伝えられる田畑は、今もなお麓に残っており、地元ではこの農地を「諸葛田」と呼んでいるという。
かつては中国人民解放軍の演習場として使用されており一般人の立ち入りは当局の許可なしには出来なかった。現在は外貨獲得のためか団体旅行客を一部受け入れるようになっている。
日本ではNHKの特集番組が取材で初めて立ち入りを許可された。